# توزيع هواء تحت الأرضية

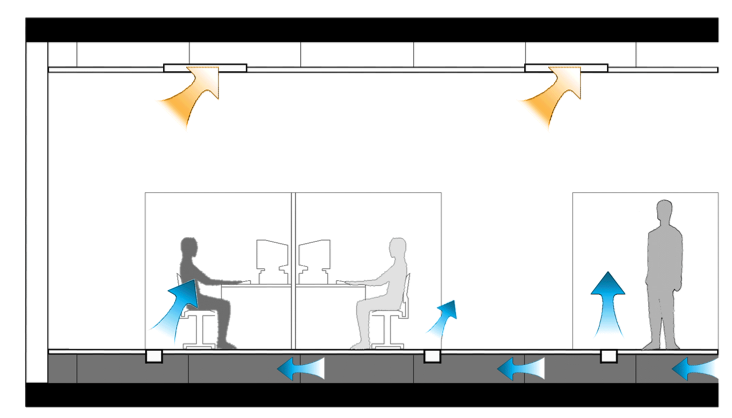

توزيع الهواء تحت الأرضية (يو إف إيه دي) هو إستراتيجية لتوفير التهوية وتكييف المساحات في الأبنية وهو جزء من تصميم نظام التدفئة والتهوية وتكييف الهواء (إتش فّاك). تتغذى أنظمة (يو إف أيه دي) من خزان تمدد يتوضع بين إسمنت البناء ونظام أرضية مرتفعة لتوفير الهواء المكيَّف عبر موزعات أرضية مباشرةً إلى المساحة المأهولة من المبنى. أنظمة توزيع الهواء تحت الأرضية (يو إف إيه دي) تُشابه الأنظمة التقليدية العُلوية (وتسمى فوق الرأسية وتكتب اختصارًا «أو إتش») من ناحية أنواع المعدات المستخدمة في وحدات التدفئة والتبريد ووحدة مناولة (أو معالجة) الهواء المركزية (إيه إتش يو). تتضمن الاختلافات الرئيسة عن الأنظمة التقليدية استخدام خزان تمدد تحت أرضي للتغذية واستخدام هواء تغذية ذي درجة حرارة أعلى (أدفأ) وتوزيع هواء محلي لكل غرفة (مع أو بدون تحكم فردي) ووجود تراكب حراري طبقي. التراكب الحراري الطبقي أحد خصائص أنظمة توزيع الهواء تحت الأرضية (يو إف إيه دي)، التي تسمح بدرجات ضبط أعلى لحساس الحرارة (ألترموستات) بالمقارنة مع نظيرتها العُلوية (أو إتش). حساب الحمل التبريدي لأنظمة توزيع الهواء تحت الأرضية (يو إف إيه دي) يختلف عنه في الأنظمة التقليدية العُلوية (أو إتش)؛ بسبب تأثير الأرضية المرفوعة، وبالتحديد، قد يكون الحمل التبريدي عند الذروة أعلى في أنظمة توزيع الهواء تحت الأرضية من نظيرتها فوق الرأسية (أو إتش). هذا بسبب اكتساب الحرارة من فتحات الأبنية نفسها وثغراتها. لدى أنظمة توزيع الهواء تحت الأرضية عدة مزايا محتملة عن الأنظمة العُلوية التقليدية، من بينها المرونة في التركيب باختلاف التصميم الداخلي، وتحسين كل من الارتياح الحراري وأداء التهوية وتقليل استخدام الطاقة في الجو المناسب وتقليل الكلفة الإجمالية (كلفة دورة حياة النظام). تستخدم أنظمة توزيع الهواء تحت الأرضية غالبًا في أبنية المكاتب، وبشكل خاص في تصاميم المكاتب ذات المرونة العالية في إعادة التوزيع ومكاتب الطابق المفتوح حيث تكون الأرضيات المرفوعة مرغوبة لسهولة توصيل الأسلاك. تناسب أنظمة توزيع الهواء تحت الأرضية العديد من أنواع الأبنية المتنوعة بما فيها الأبنية التجارية والمدارس والكنائس والمطارات والمتاحف والمكتبات… إلخ. تضم أشهر المباني التي تستخدم أنظمة توزيع الهواء تحت الأرضية -في أمريكا الشمالية- في قائمتها مبنى النيويورك تايمز وبرج مصرف أمريكا ومبنى سان فرانسيسكو الفدرالي. تجب العناية بالتدابير والإجراءات المتخذة في مرحلة بناء أنظمة توزيع الهواء تحت الأرضية؛ لضمان إحكام خزان التمدد لاجتناب تسرب الهواء في خزانات تمدد أنظمة توزيع الهواء تحت الأرضية المستخدمة للتغذية.

## وصف النظام
تعتمد أنظمة توزيع الهواء تحت الأرضية (يو إف إيه دي) على وحدات مناولة الهواء (إيه إتش يو) لتصفية (فلترة) الهواء وتكييفه (تلطيفه) ليصل إلى الشروط المناسبة للتغذية ويمكن عندها توصيله إلى المنطقة المأهولة. في حين تستخدم الأنظمة العُلوية عادةً الدكتات (مجاري الهواء) لتوزيع الهواء، تستخدم أنظمة توزيع الهواء تحت الأرضية خزان التمدد المتشكل من خلال تركيب الأرضية المرفوعة. يرتفع خزان التمدد عادة 0.3 إلى 0.46 متر (12 إلى 18 إنشًا) عن الأرضية الإسمنتية للبناء، رغم إمكانية تركيبه بارتفاعات أقل. تستخدم الموزعات الأرضية المصممة خصيصًا كفتحات تغذية. تتكون أشيع أنظمة توزيع الهواء تحت الأرضية من وحدة مناولة هواء مركزية ترسل الهواء عبر خزان التمدد المضغوط إلى المساحة المطلوبة عبر فتحات هواء أرضية. يمكن بمقاربات أخرى إدخال وحدات طرفية تعمل بالمراوح عند مخارج التغذية أو مجاري هواء (دكتات) تحت أرضية أو فتحات موصولة إلى سطح المكتب أو وصلات لأنظمة تحكم بيئية شخصية (فردية).

## توزيع الهواء من خلال أنظمة توزيع الهواء تحت الأرضية وتراكب الطبقات
يعَد التراكب الحراري الطبقي نتيجة لعمليات تؤدي إلى تراكب الهواء الداخلي على شكل طبقات وفقًا للكثافة (الكتلة الحجمية) النسبية. طبقات الهواء الناتجة تكون على شكل تدرج شاقولي (رأسي أو عمودي) يكون فيه الهواء الأبرد والأعلى كثافةً متوضعًا في الأسفل وفوقه الهواء الأخف (الأقل كثافةً) والأدفأ. بسبب حركة الهواء الطبيعية الناقلة للحرارة بالحمل، يستخدم التراكب الطبقي بشكل رئيس في حالة التبريد.
تستثمر أنظمة توزيع الهواء تحت الأرضية (يو إف إيه دي) التراكب الطبقي الطبيعي الذي يحدث عند صعود الهواء الأدفأ بسبب الطفو الحراري. في تصميم يستخدم توزيع الهواء تحت الأرضية، يبقى الهواء المكيَّف في الجزء الأسفل المأهول من الغرفة، فيما تشكل مصادر الحرارة كالأشخاص والمعدات تيارات رأسية صاعدة حرارية، تحمل معها الهواء الدافئ والملوثات التي أنتجتها مصادر الحرارة إلى السقف حيث تُصرّف عبر مجاري الهواء الراجع. للتراكب الحراري الطبقي الذي تنتجه أنظمة توزيع الهواء تحت الأرضية آثار على نقاط ضبط (معايرة) المكان المكيَّف. القسم الأعظم من جسم الشخص يكون في مساحة أبرد من درجة حرارة الهواء عند نقطة وضع حساس الحرارة (الترموستات)؛ لذلك، تقول التوصيات الحالية برفع الترموستات عن المكان المعتاد في الأنظمة العلوية التقليدية. تتحكم إستراتيجية التهوية المثلى بمخارج (فتحات) التغذية للحد من مزج هواء التغذية مع هواء الغرفة إلى ما دون ارتفاع التنفس في المساحة المكيَّفة. فوق هذا الارتفاع، يسمح أن يكون الهواء أكثر تلوثًا أو متراكبًا طبقيًّا. تكون نسبة الملوثات في الهواء الذي يتنفسه الأشخاص أقل منها في الأنظمة التقليدية الممزوجة بانتظام.
السلوك النظري لأنظمة توزيع الهواء تحت الأرضية مبني على نظرية التيارات الرأسية لأنظمة التهوية بالإزاحة (دي في). بالمقارنة مع أنظمة التهوية بالإزاحة الكلاسيكية التي ترسل الهواء بسرعات خفيفة، ترسل أنظمة توزيع الهواء تحت الأرضية المعتادة الهواء عبر فتحات (ناشرات) أرضية بسرعات تغذية هواء مرتفعة. بالإضافة إلى زيادة كمية المزج (وما ينتج عنه من تقليل محتمل لفعالية التهوية بالمقارنة مع أنظمة التهوية بالإزاحة)، يمكن لشروط هواء التغذية الأفضل هذه أن تكون لها آثار مهمة على تراكب طبقات الهواء في الغرفة والراحة الحرارية في المنطقة المأهولة. لذلك، فإن التحكم وتحسين الأداء لهذا التراكب الطبقي أمر مفصلي لتصميم النظام واختيار أحجامه وللتشغيل الفعال طاقيًّا ولوصول أنظمة توزيع الهواء تحت الأرضية للأداء المريح.
تؤثر العديد من العوامل على فعالية التهوية لأنظمة توزيع الهواء تحت الأرضية، ومن بينها ارتفاع السقف ومواصفات فتحات التهوية (الموزعات أو المخارج أو الناشرات أو مرسلات الهواء) وعددها ودرجة حرارة هواء التغذية ومعدل التدفق الكلي والحمل التبريدي ووضع التكييف. أثبتت الفتحات اللولبية وفتحات الألواح الأرضية المثقبة أنها تنتج سرعة هواء منخفضة في المنطقة المأهولة، بينما تنتج الفتحات الخطية سرعات أعلى في المنطقة المأهولة، موزعة التراكب الحراري الطبقي ومشكلة تهديداً محتملًا بسحب الهواء. بالإضافة إلى ما سبق، تضيف فتحات الهواء الأرضية عنصر إمكانية التحكم الشخصي من قبل الشخص الموجود في الغرفة، إذ يمكن للمستخدمين معايرة كمية الهواء المرسل عبر الفتحة من خلال إدارة رأس الفتحة.

## التطبيقات
يستخدم توزيع الهواء تحت الأرضية بكثرة في أبنية المكاتب، وبشكل خاص في تصاميم المكاتب ذات المرونة العالية في إعادة التوزيع ومكاتب الطابق المفتوح حيث تكون الأرضيات المرفوعة مرغوبة لسهولة توصيل الأسلاك. أنظمة توزيع الهواء تحت الأرضية شائعة أيضًا في مراكز القيادة ومراكز معطيات تكنولوجيا المعلومات وغرف المخدمات (السيرفرات) التي لها أحمال تبريد عالية بسبب المعدات الإلكترونية ومتطلبات توزيع أسلاك (كابلات) الطاقة والبيانات. يوصي دليل الجمعية الأمريكية لمهندسي التدفئة والتبريد وتكييف الهواء -(آشري - إيه إس إتش آر إيه إي) الخاص بتصميم أنظمة توزيع الهواء تحت الأرضية- أي مبنى يدرس إنشاء أرضية مرفوعة لتوزيع الكابلات أن يأخذ أنظمة توزيع الهواء تحت الأرضية بعين الاعتبار.
يجب أخذ اعتبارات خاصة تتعلق بالمساحة الداخلية عند استخدام أنظمة توزيع الهواء تحت الأرضية في المخابر بسبب متطلبات هذه الأنظمة الخاصة بالضغط واحتمالية انتقال المواد الكيميائية إلى خزان التمدد الأرضي نتيجة تسرب. لا يوصى بأنظمة توزيع الهواء تحت الأرضية في بعض المنشآت أو المساحات الخاصة، كالأبنية الصغيرة غير السكنية والأماكن الرطبة كالمطاعم والمسابح والمطابخ وغرف الطعام والأندية الرياضية؛ لأن توزيع الهواء تحت الأرضية عندها قد يتطلب تصميمات صعبة أو مكلفة. يمكن أيضًا استخدام أنظمة توزيع الهواء تحت الأرضية مع أنظمة تدفئة وتهوية وتكييف هواء أخرى كالتهوية بالإزاحة وأنظمة توزيع الهواء العُلوية وأنظمة الأسقف المشعة للحرارة أو أنظمة وشائع التبريد للحصول على أداء أفضل.